# جون همينغوي
جون همينغواي (بالإنجليزية: John Hemingway)‏ هو مترجم وكاتب أمريكي، ولد في 19 أغسطس 1960.